# Japanische Badmintonmeisterschaft 2016
Die Japanische Badmintonmeisterschaft 2016 fand vom 30. November bis zum 4. Dezember 2016 in Tokio statt. Es war die 70. Austragung der nationalen Titelkämpfe im Badminton in Japan.

## Medaillengewinner
| Disziplin    | Gold                             | Silber                       | Bronze                        |
| ------------ | -------------------------------- | ---------------------------- | ----------------------------- |
| Herreneinzel | Kenta Nishimoto                  | Kazumasa Sakai               | Yusuke Onodera                |
| Herreneinzel | Kenta Nishimoto                  | Kazumasa Sakai               | Takuma Ueda                   |
| Dameneinzel  | Sayaka Sato                      | Akane Yamaguchi              | Haruko Suzuki                 |
| Dameneinzel  | Sayaka Sato                      | Akane Yamaguchi              | Minatsu Mitani                |
| Herrendoppel | Keigo Sonoda Takeshi Kamura      | Hiroyuki Endo Yuta Watanabe  | Takuto Inoue Yūki Kaneko      |
| Herrendoppel | Keigo Sonoda Takeshi Kamura      | Hiroyuki Endo Yuta Watanabe  | Takuro Hoki Yugo Kobayashi    |
| Damendoppel  | Ayaka Takahashi Misaki Matsutomo | Koharu Yonemoto Shiho Tanaka | Yuki Fukushima Sayaka Hirota  |
| Damendoppel  | Ayaka Takahashi Misaki Matsutomo | Koharu Yonemoto Shiho Tanaka | Naoko Fukuman Kurumi Yonao    |
| Mixed        | Takeshi Kamura Koharu Yonemoto   | Kohei Gondo Sayaka Hirota    | Katsunori Ito Natsumi Uratani |
| Mixed        | Takeshi Kamura Koharu Yonemoto   | Kohei Gondo Sayaka Hirota    | Ryota Taohata Naru Shinoya    |